# 金城さやか
金城さやか（かねしろ さやか、1992年6月1日 - ）は、大阪府出身のモトクロスライダー。
現在、アメリカのモトクロス選手権「Lucas Oil AMA Pro Motocross Schedule」に挑戦中のプロモトクロスライダー。
2011年にも「Lucas Oil AMA Pro Motocross Schedule」に参戦が決定している。

## 経歴
3歳からモトクロスを始める。
1998年MFJモトクロスPCライセンス取得して大阪を中心にレース活動を開始。
2001年SMTシリーズ Kid's 65cc class 参戦、年間シリーズチャンピオン獲得する。
2002年にウエスタンチャレンジモトクロス Kid's 65cc class 参戦し年間シリーズチャンピオンになる。
2003年にMFJモトクロスジュニアライセンス取得、その年の全日本モトクロス選手権レディースクラススポット参戦し年間ポイントランキング24位を獲得する。
2004年から全日本モトクロス選手権レディースクラスに本格参戦しその年の年間ポイントランキング15位を獲得する。
2005年ウエスタンチャレンジモトクロスOpen85ccクラス年間ポイントランキング1位獲得。翌2006年にMFJモトクロスNBライセンス取得し、その年の全日本モトクロス選手権レディースクラス年間ポイントラインキング3位獲得。
更なる挑戦をするためにモトクロスの本場アメリカへの挑戦を決意。
2007年にアメリカに渡り、NMA World Mini Grandprixガールズクラススポット参戦し、いきなりランキング3位を獲得する。その後も数々のレースに出場し好成績を残すが、2008年以降モータースポーツ業界の急速な落ち込みの煽りを受けスポンサー獲得に難航し旧式のマシンで参戦するも苦戦をしいられるが、2010年の「Lucas Oil AMA Pro Motocross Schedule」終了後に、ファクトリー参戦のRock　Star SUZUKIからニューマシンを提供される。

## 略歴
- 1999年、ウエスタンチャレンジモトクロス　Kid's 50cc class 参戦
- 2000年、ジャパンアリーナクロス   Kid's 50cc class 参戦
- 2001年、SMTシリーズ Kid's 65cc class 年間シリーズチャンピオン
- 2002年、ウエスタンチャレンジモトクロス Kid's 65cc class 年間シリーズチャンピオン
- 2004年、ウエスタンチャレンジモトクロスミドル85ccクラス年間ランキング2位
- 2005年、全日本モトクロス選手権レディースクラス年間ランキング9位
- 2005年、モトクロス世界選手権（SUGO）エキジビジョンレディースクラス年間ランキング8位
- 2005年、ウエスタンチャレンジモトクロスOpen85ccクラス年間ランキング1位
- 2006年、全日本モトクロス選手権レディースクラス年間ランキング3位
- 2007年、アメリカに渡る。毎年1回ラスベガスで行われる、NMA World Mini Grand Prix, Girls Classに出場し3位を獲得する。そして、すぐにWomen's Proに転向するため、排気量を85CCから250CCに変更し、その後X－GAMEや数々のレース出場し、功績を残すが、2008年以モータースポーツ業界の急速な落ち込みの煽りを受け、スポンサー獲得に難航し、旧式のマシンで参戦し、苦戦をしいられた。
- 2007年、NMA World Mini Grand Prix ランキング3位
- 2007年、NMA World Mini Grand Prix ウーマンクラス ランキング6位
- 2007年、FIM Motocross Championship of Nations ウーマンクラス ランキング1位
- 2007年、FIM Motocross Championship of Nations 85ccクラス ランキング2位
- 2008年、WMAプロクラス 第１戦参戦 ランキング9位
- 2008年、Loretta Lynn's Regional Qualifierランキング9位
- 2008年、Loretta Lynn's AMA National Amateur Motocross Championship ランキング4位
- 2009年、CMC ジュニアクラス ランキング1位
- 2010年、Lucas Oil AMA National Championship Women's Class参戦
- 2010年、Rock Star Suzukiから、Newマシンをサポートされる。
- 2010年、AMA National Motocross Championship レディースクラス参戦 第1戦 ランキング8位
- 2010年、AMA National Motocross Championship レディースクラス参戦 第2戦 ランキング13位
- 2010年、AMA National Motocross Championship レディースクラス参戦 第3戦 ランキング15位
- 2010年、AMA National Motocross Championship レディースクラス参戦 第8戦 ランキング17位
- 2011年、AMA National Motocross Championship レディースクラス年間ランキング9位を獲得
- 2012年、彼女は人生の転機を迎える。それは日本人初American Hondaファクトリーと２年契約し、「Team Honda Muscle Milk」の一員となった。本格的に彼女は、夢の切符を手に入れる。 しかし、Lucas Oil AMA Motocross National Championship Women's Class参戦中、X-Gameに出場が決定する。 その練習中に、ランプ（ジャンプ台）の着地に失敗し、両手首、右足首を折る大怪我を負い、全治8か月と診断され、そのシーズンの参戦は絶望的となる。特に左手首の損傷が酷く選手生命も危ぶまれた。 しかし彼女は、決して諦めなかった。手術後すぐに、今できるトレーニングを開始し、そして驚異の早さで、レースに復帰。

- 2013年、Team Honda Muscle Milkから参戦を再開、チャンピオン争いを繰り広げ、わずか2ポイント差で、チャンピオンの座を逃した。

そして功績が認められ、オーストラリアからレース(Australian Supercross Championship)に招待される。
- 2014年、来年こそはと期待を膨らませていた中、2014年Lucas Oil AMA Motocross National Championship Women's Pro Classが開催しないことをAMAが発表した。

彼女の夢が絶たれた瞬間だった。
しかし、彼女は諦めなかった。Women,sClass復活を願い、アメリカのローカルTV（KUSI NEWS)に、往年のライダーと出演をしたり、レースでは男性に混じり更なるレベルアップを図り、40year Celebration of Women's Championshipのレースでは、女子モトクロス世界選手権で4度の優勝を経験しているSteffi Laierとバトルの末、総合優勝を果たす。